# Pedro al II-lea al Braziliei
Pedro al II-lea (n. 2 decembrie 1825, Rio de Janeiro, Rio de Janeiro Province⁠(d), Brazilia – d. 5 decembrie 1891, Paris, Franța) a fost al doilea și ultimul împărat al Braziliei.

## Naștere și educație

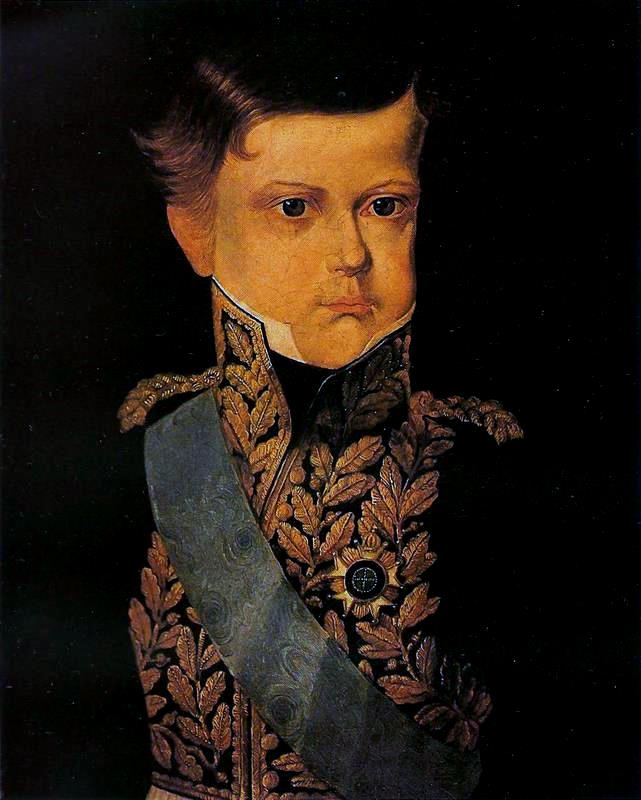
Pedro al II-lea la vârsta de 6 ani, într-un portret făcut la 1832 și trimis bunicului său, Francisc I al Austriei.

Pedro s-a născut la 2:30 a.m. la 2 decembrie 1825 la Palatul São Cristóvão din Rio de Janeiro, Brazilia. Prin tatăl său, împăratul Pedro I, a fost membru al ramurii braziliene a Casei de Braganza. A fost nepotul regelui portughez João al VI-lea și al lui Miguel I. Mama sa a fost Arhiducesa Maria Leopoldina de Austria, fiica lui Francisc al II-lea, ultimul Împărat Roman. Prin mama sa, a fost nepotul lui Napoleon Bonaparte și văr primar cu împărații Napoleon al II-lea al Franței, Franz Joseph I al Austriei și Maximilian I al Mexicului.
Singurul fiu legitim al regelui Pedro I, a fost oficial recunoscut ca moștenitor al tronului brazilian cu titlul de Prinț Imperial la 6 august 1826. Împărăteasa Leopoldina a murit la 11 decembrie 1826, la câteva zile după un avort, când Pedro avea doar un an.
Tatăl său s-a recăsătorit doi ani și jumătate mai târziu cu Amélie de Leuchtenberg. Prințul Pedro a petrecut puțin timp cu mama sa vitregă, care în cele din urmă a abandonat țara doi ani mai târziu. Chiar și așa, ei au avut o relație afectuoasă. și au ținut contact unul cu altul până la moartea ei în 1873. Împăratul Pedro I a abdicat la 7 aprilie 1831, după un lung conflict cu liberalii. El și Amélie au plecat imediat în Europa pentru a o pune pe fiica lui pe tronul portughez, care a fost uzurpat de fratele său Miguel I. Prințul Imperial Pedro a devenit Dom Pedro II, împărat constituțional.
După ce a părăsit țara, Pedro I a selectat trei oameni care să aibă grijă de fiul său: José Bonifácio, prietenul său și un influent lider în timpul războiului brazilian de independență, Mariana de Verna și Rafael, un afro-brazilian veteran al războiului argentino-brazilian. Bonifácio a fost demis în decembrie 1833 și înlocuit. Pedro II își petrecea ziua studiind cu numai două ore rezervate pentru distracție. Pasiunea pentru citit i-a permis să asimileze orice informație.
Pedro a avut o copilărie solitară și nefericită. A avut doar câțiva prieteni de vârsta lui iar contactul cu surorile sale era limitat. Mediul în care a fost crescut l-au transformat într-o persoană timidă care a văzut "în cărți o altă lume unde se putea izola și proteja".

## Domnie
O regență a fost numită pentru a conduce țara în timpul minoratului său. Disputele între facțiunile politice au dus la câteva rebeliuni și instabilitate, aproape anarhie. Posibilitatea de a scăderea vârsta împăratului în loc să aștepte până când va împlini 18 ani (02 decembrie 1843), a apărut din 1835 și a fost sprijinită de cele două partide politice majore. La 23 iulie 1840 Adunarea Generală l-a declarat pe Pedro al II-lea în vârstă de 14 ani împărat cu puteri depline. A fost aclamat, încoronat și consacrat la 18 iulie 1841.

### Căsătorie

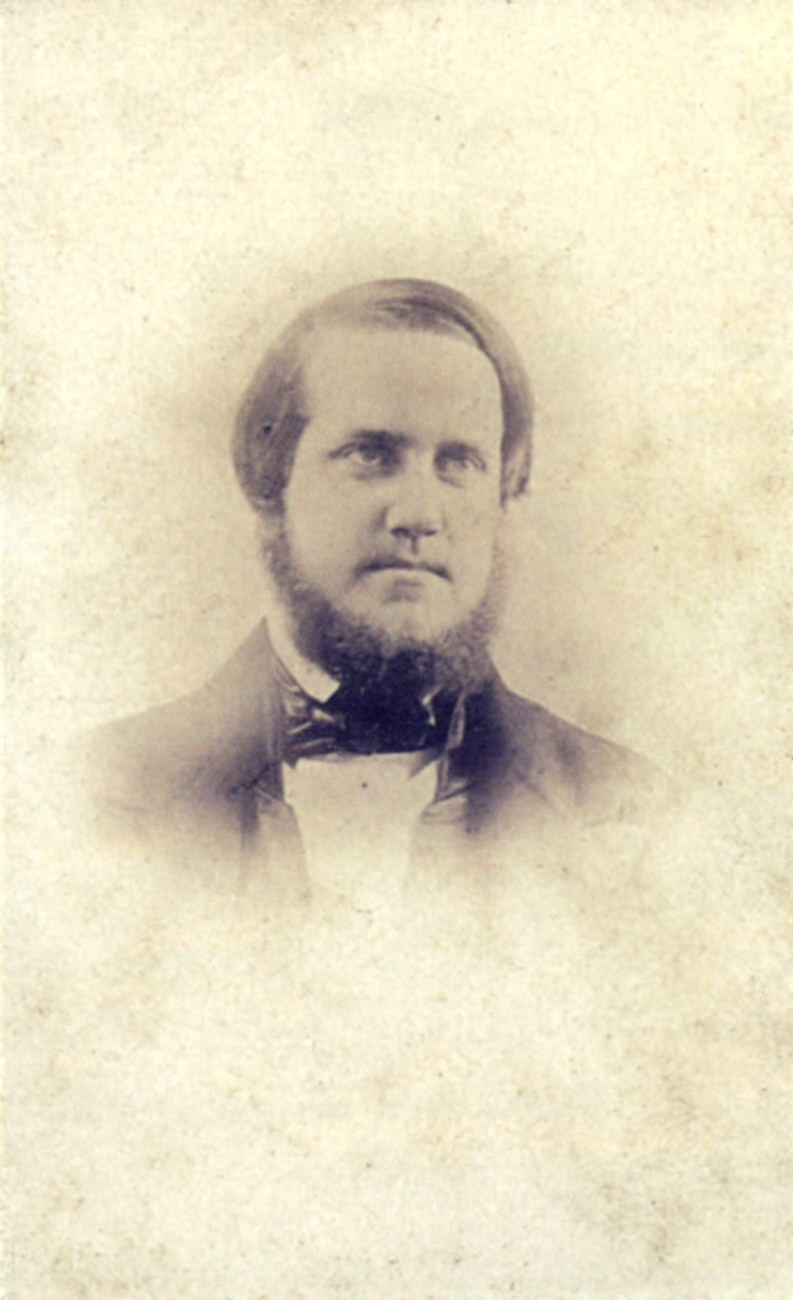
Pedro al II-lea, c. 1848 (vârsta de 22 de ani). Aceasta este cea mai veche fotografie a împăratului din câte se cunosc.

Preocupați de imaturitatea și de faptul că era taciturn, Curtea a crezut că o căsătorie i-ar îmbunătăți comportamentul și caracterul. Guvernul Regatului celor Două Sicilii a oferit mâna Prințesei Teresa Cristina. După ce portretul Teresei Cristina a fost trimis lui Pedro și acesta a văzut o femeie tânără și frumoasă, a acceptat imediat. Noua împărăteasă a Braziliei a sosit la 3 septembrie 1843. După ce a văzut-o în persoană, Pedro și-a dat seama că portretul fusese o idealizare; Teresa Cristina cea reală era scundă, plinuță, când mergea avea un șchiopătat pronunțat și deși nu era urâtă, nu era nici drăguță.

Pedro n-a făcut prea multe ca să-și ascundă deziluzia. A doua zi, a avut loc ceremonia căsătoriei.

### Consolidarea puterii
De la sfârșitul anului 1845 până la începutul lui 1846, împăratul a făcut un tur al provinciilor din sudul Braziliei, călătorind prin Santa Catarina, São Paulo și Rio Grande do Sul. A fost încurajat de răspunsurile calde și entuziaste pe care le-a primit. Acest succes l-a încurajat, pentru prima oară în viața lui, să acționeze cu încredere din proprie inițiativă și intuiție.
Pedro al II-lea s-a confrunt în deceniul 1848 și 1852 cu trei crize. Primul test a venit în confruntarea cu comerțul cu sclavi ilegal. Acest lucru a fost interzis în 1826, ca parte a unui tratat cu Marea Britanie. Cu toate acestea, traficul a continuat nestingherit iar guvernul britanic a autorizat nave de război britanice (Actul de la Aberdeen din 1845) să abordeze vase braziliene și să caute orice urmă de comerț de sclavi. În timp ce Brazilia se lupta cu această problemă, a izbucnit revolta Praieira la 6 noiembrie 1848. A fost un conflict între facțiunile politice la nivel local din provincia Pernambuco și a fost înăbușită în martie 1849.
 
Un proiect de lege a fost promulgat la 4 septembrie 1850, care a dat autoritate guvernului pentru a combate traficul ilegal de sclavi. În anul 1852 criza a fost depășită când Marea Britanie a acceptat că comerțul a fost suprimat.
A treia criză a fost conflictul cu Argentina, în ceea ce privește ascendentul asupra teritoriilor adiacente la Río de la Plata și navigarea liberă în această zonă. Începând cu anii 1830, dictatorul argentinian Don Juan Manuel de Rosas a sprijinit revolte în Uruguay și Brazilia. Abia în 1850 Brazilia a fost în măsură să abordeze amenințarea prezentată de Rosas. O alianță între Brazilia și Uruguay a nemulțumit Argentina. Acest lucru a condus la un război și răsturnarea ulterioară a conducătorului Argentinei, în februarie 1852.
La începutul anilor 1850, Brazilia se bucura de stabilitate internă și de prosperitate economică. Pedro a comandat construirea de drumuri și căi ferate, a pus bazele unei industrii naționale și ale unui sistem bancar propriu, a liberalizat comerțul cu toate țările lumii, a făcut din așezările portuare braziliene adevărate orașe europene.

### Viața de familie

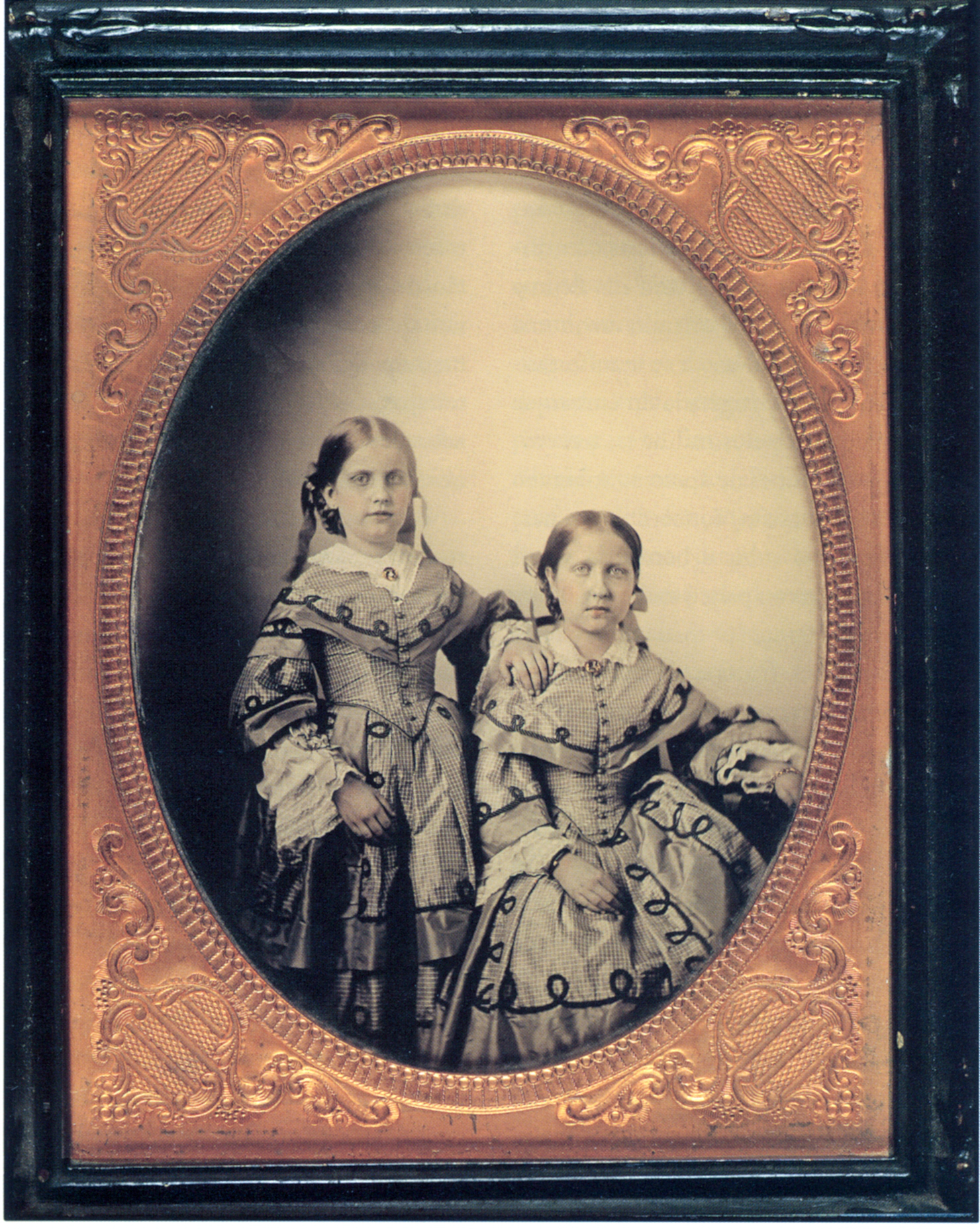
Cele două fiice ale lui Pedro al II-lea: prințesele Leopoldina (stând în picioare) și Isabel (așezată), 1855.

Căsătoria dintre Pedro al II-lea și Teresa Cristina a început prost. Cu maturitate, răbdare și cu nașterea primului copil, Alfonso, relația lor s-a îmbunătățit. Mai târziu Teresa a născut mai mulți copii: Isabel, în 1846; Leopoldina, în 1847; și ultimul, Pedro, în 1848. Cei doi fii au murit în copilărie iar împăratul a fost devastat. Pe lângă suferința ca tată el a văzut viitorul imperiului schimbat complet. În ciuda afecțiunii pentru fiicele sale, n-a crezut că Prințesa Isabel ar avea vreo șansă să acceadă la tron. Isabel și sora sa au avut o educație excepțională, dar nu au fost pregătite pentru guvernare. Împăratul a exclus-o pe Isabel de la participarea la guvernare și la luarea deciziilor.
În jurul anului 1850, Pedro a avut aventuri discrete cu alte femei. Ce mai faimoasă dintre ele a fost Luísa de Barros, Contesă de Barral, care a devenit guvernanta fiicelor împăratului în august 1856. Acesta este doar un exemplu care ilustrează identitatea duală a împăratului: pe de o parte "Dom Pedro II", care și-a efectuat asiduu datoria în rolul împăratului și, pe de altă parte, "Pedro de Alcântara" care considera biroul imperial o povară și care era mai fericit în lumea literaturii și a științei.
Pedro al II-lea era obsedat de muncă. De obicei se trezea la 7 a.m. și nu se culca înainte de ora 2 dimineața. Întreaga zi o dedica afacerilor de stat iar timpul liber îl petrecea citind și studiind. Prin exemplul său, el oferea politicienilor standarde strice. Împăratul cerea politicienilor să lucreze cel puțin opt ore pe zi și a adoptat o politică strictă de selecție a funcționarilor publici, bazată pe moralitate și merit Balurile și alte petreceri de la Curte au încetat după anul 1852.

### Patron al artelor și științei

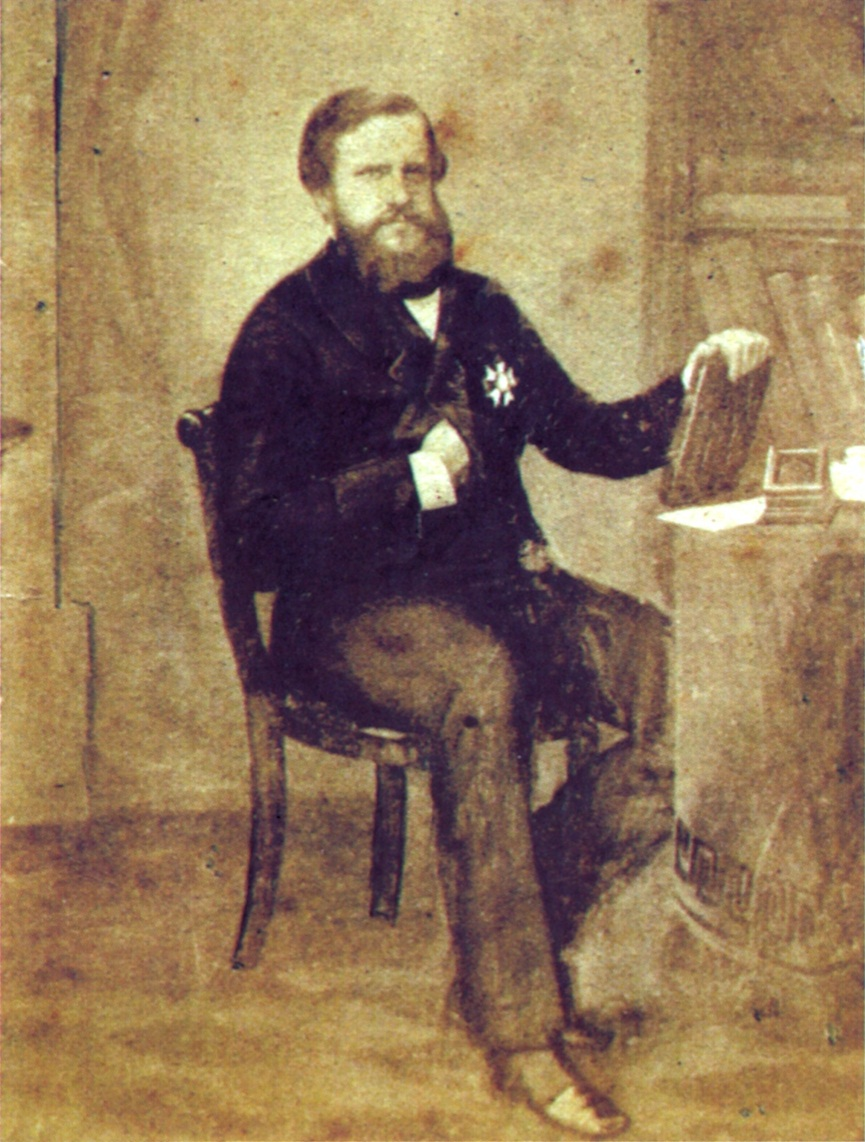
Pedro al II-lea, c. 1858. În anii 1850, cărțile au început să predomine în portretele sale, ca o referință la rolul său de apărător al educației.

În jurnalul său împăratul a notat în anul 1862: "M-am născut să mă dedic culturii și științei". Subiectele care îl interesau pe Pedro includeau: antropologie, istorie, geografie, geologie, medicină, drept, studii religioase, filozofie, pictură, teatru, muzică, chimie, fizică, astronomie, poezie și altele. Până la sfârșitul domniei sale, la Palatul "São Cristóvão" existau trei biblioteci care conțineau peste 60.000 de volume.
Pasiunea pentru lingvistică l-a îndemnat pe tot parcursul vieții să studieze noi limbi; știa să vorbească și să scrie nu numai în portugheză dar și în: latină, franceză, germană, engleză, italiană, spaniolă, greacă, arabă, sanscrită, chineză, ebraică, occitană și tupi-guarani.
El a devenit primul fotograf brazilian, când a achiziționat un dagherotip în martie 1840. A înființat un laborator în São Cristóvão dedicat fotografiei și altul pentru chimie și fizică. El a avut, de asemenea, un observator astronomic.
Erudiția împăratului l-a uimit pe Friedrich Nietzsche atunci când cei doi s-au întâlnit. Victor Hugo i-a spus: "Sire, sunteți un mare cetățean, sunteți nepotul lui Marc Aureliu". A devenit membru: al Royal Society, al Academiei Ruse de Științe, al Academiei Regale de Știință și Artă a Begiei, a Societății Geografice Americane. În 1875 a fost ales în Academia de Științe a Franței, onoare acordată anterior numai a doi șefi de stat: Petru I al Rusiei și Napoleon Bonaparte.
Pedro al II-lea avea corespondență cu oameni de știință, filozofi, muzicieni, și alți intelectuali. Mulți dintre corespondenți i-au devenit prieteni, inclusiv: Richard Wagner, Louis Pasteur, Louis Agassiz, John Greenleaf Whittier, Michel Eugène Chevreul, Henry Wadsworth Longfellow, Arthur de Gobineau, Frédéric Mistral, Alessandro Manzoni, Alexandre Herculano, Camilo Castelo Branco and James Cooley Fletcher.
Împăratul a construit, din proprii lui bani, Conservatorul Național de Muzică, apoi, în 1857, Academia Imperială de Muzică și Opera Națională. Cei mai talentați tineri erau trimiși în Europa, tot pe socoteala împăratului, pentru a se perfecționa. Deoarece Pedro al II-lea nu putea trăi fără muzică, Teatrul liric din Rio de Janeiro ajunsese, în a doua jumătate a secolului al XIX-lea, centrul intelectual și social al Capitalei. A adus în Brazilia pictori, sculptori și arhitecți francezi, care au creat în noul Imperiu opere plastice baroce sau neoclasice, devenite curând modele pentru artiștii locali.
 
În timpul domniei sale a fost creat "Institutul brazilian de istorie și geografie". De asemenea, a finanțat crearea Institutului "Pasteur". Eforturile sale erau recunoscute acasă și în străinătate. Charles Darwin a spus despre el: "Împăratul face atâtea pentru știință, că fiecare om de știință este obligat să-i arate cel mai mare respect".

## Apogeul

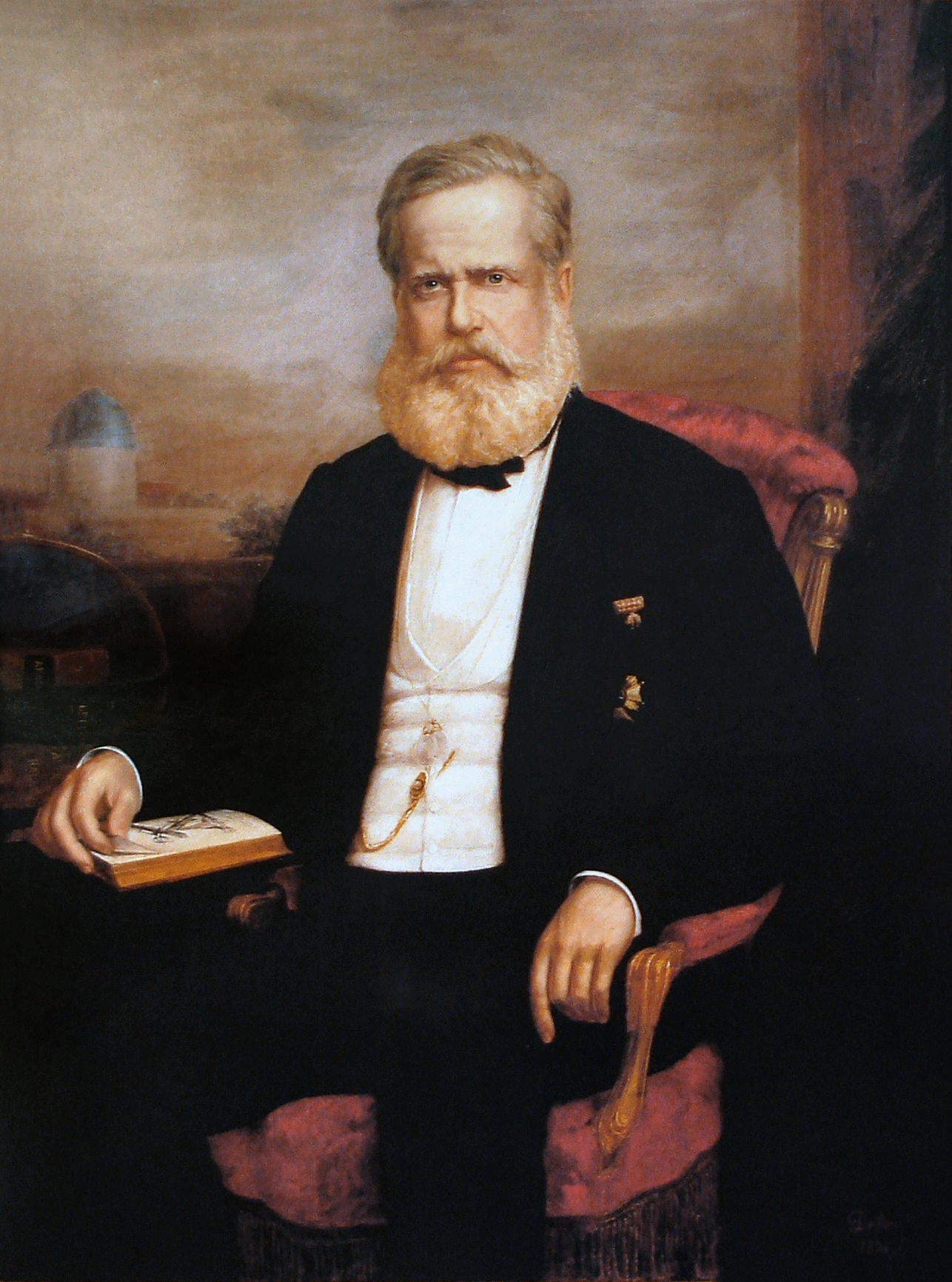
Pedro al II-lea la vârsta de 49 de ani (1875).

Victoria diplomatică asupra Imperiului britanic și victoria militară asupra Uruguay-ului în 1865, urmată de încheierea cu succes a războiului cu Paraguay-ul, în 1870, a inaugurat ceea ce este considerat "epoca de aur" și apogeul Imperiului brazilian. În general, anii 1870 au fost prosperi pentru națiune și monarhul ei. Reputația internațională a Braziliei a crescut rapid și, cu excepția Statelor Unite, a fost neegalată de altă națiune americană. Economia a început un curs de creștere rapidă și imigrația a înflorit.
Pedro al II-lea a fost unul dintre puținii care s-au opus sclaviei, pe care o considera "o rușine națională". În 1823, sclavii reprezentau 29% din populația Braziliei, dar această cifră a scăzut la 15,2% în 1872. Abolirea sclaviei a fost un subiect delicat în Brazilia. Sclavii erau folosiți de toată lumea, de la cei mai bogați la cei mai săraci. Împăratul a dorit să pună capăt sclaviei treptat, pentru atenuarea impactului asupra economiei naționale. El a ignorat în mod conștient deteriorarea imaginii sale și consecințele asupra monarhiei, din cauza sprijinului său pentru abolirea sclaviei.
După ce sursa de furnizare de sclavi noi de peste mări a fost eliminată, Pedro al II-lea și-a îndreptat atenția, în anii 1860, asupra sursei care a mai rămas: copiii sclavilor. La inițiativa sa, în cele din urmă, legislația a fost modificată. La 28 septembrie 1871 a fost promulgat proiectul "Legea nașterii libere", prin care toți copiii născuți de sclave după această dată erau considerați liberi.
Fiica lui mai mică, Leopoldina, care avea 23 de ani, a murit la Viena de febră tifoidă, la 7 februarie 1871. La 25 mai 1871, Pedro și soția sa au călătorit în Europa. Când a ajuns la Lisabona, s-a întâlnit cu mama sa vitregă, Amélie de Leuchtenberg. Cei doi nu se mai văzuseră de 40 de ani, iar întâlnirea a fost emoționantă.
Împăratul a vizitat: Spania, Marea Britanie, Belgia, Imperiul german, Austro-Ungaria, Regatul Italiei, Egiptul, Regatul Greciei, Elveția și Franța. La Coburg a vizitat mormântul fiicei sale. A călătorit sub numele de "Dom Pedro de Alcântara" și a stat numai la hotel. S-a întors în Brazilia la 31 martie 1872. În 1876 împăratul a călătorit din nou în străinătate, de data asta în Statele Unite. A ajuns la orașul New York la 15 aprilie 1876; a călătorit prin toată țara, până la San Francisco în vest, New Orleans în sud, Washington, D.C., și chiar până la Toronto, din Canada. Apoi a traversat Atlanticul și a mai vizitat: Danemarca, Suedia, Finlanda, Imperiul rus, Imperiul otoman, Olanda și Portugalia. S-a întors în Brazilia la 22 septembrie 1877.

## Declinul și căderea

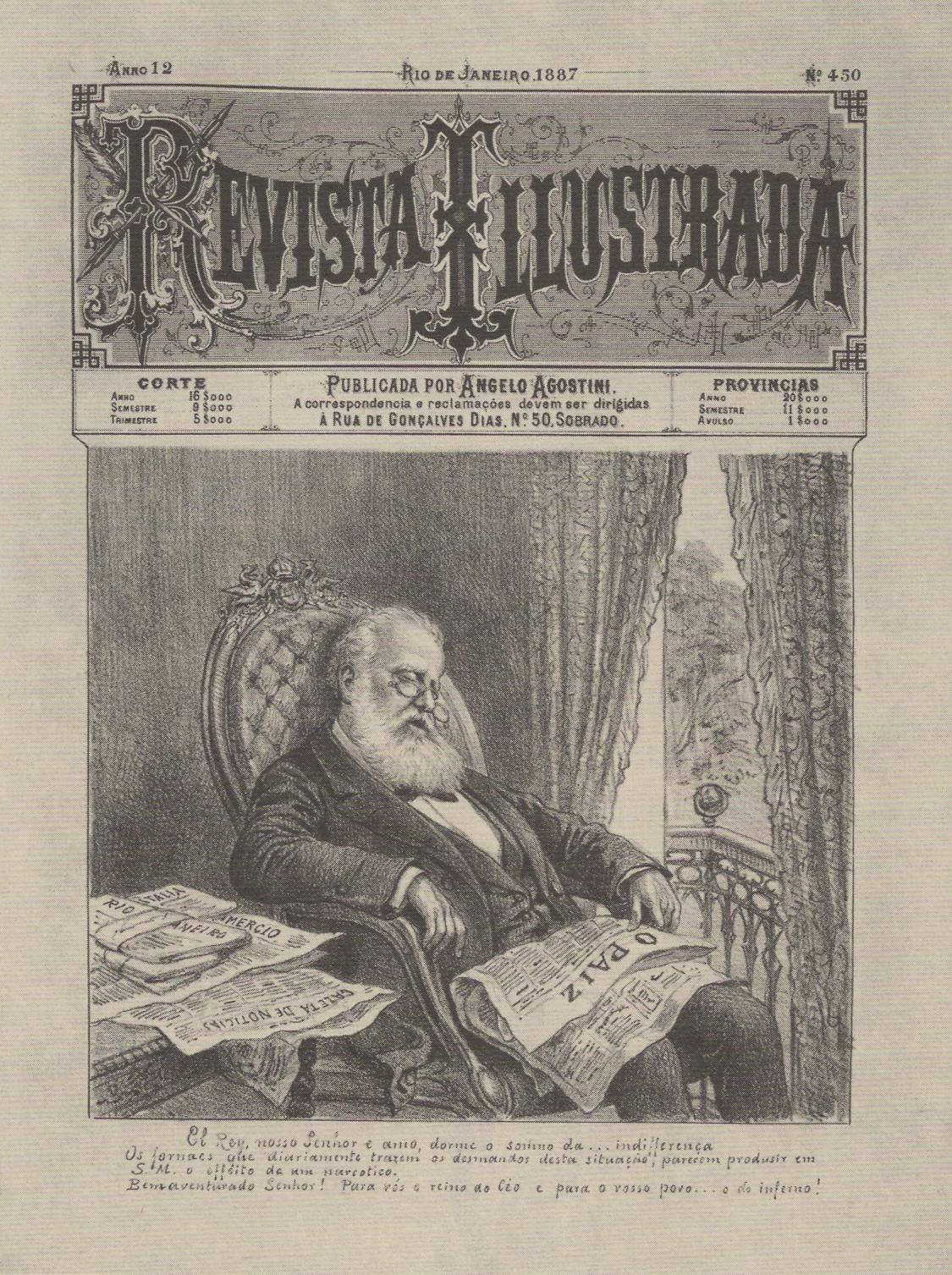
Caricatură de Angelo Agostini ridiculizând dezinteresul lui Dom Pedro al II-lea față de politică (1887).

În anii 1880, Brazilia a continuat să prospere și diversitatea socială a crescut semnificativ. Pe de altă parte, scrisorile scrise de Pedro al II-lea descoperă un om în toată firea obosit de vârstă și cu perspective pesimiste.  A rămas respectuos față de datoria lui și a fost meticulos în îndeplinirea sarcinilor cerute de biroul imperial, deși de multe ori fără entuziasm.
Datorită creșterii "indiferenței sale față de soarta regimului" și a lipsei sale de acțiune în sprijinul sistemului imperial după ce aceasta a fost contestat, istoricii au atribuit "responsabilitatea primă și poate singura" pentru dizolvarea monarhiei împăratului însuși.
După experiența lor de pericole și obstacole de guvernare, personalitățile politice care au apărut în anii 1830 s-au uitat la împărat ca fiind o sursă fundamentală de autoritate esențială atât pentru conducere și pentru supraviețuirea națională. Prin anii 1880 clasa politică a fost înlocuită aproape în întregime de o altă generație de politicieni care nu au avut nici o experiență de regență și de primii ani ai domniei lui Pedro când pericole interne și externe au amenințat existența națiunii. Ei au cunoscut doar o administrație stabilă și de prosperitate. În contrast puternic cu cei din epoca anterioară, tineri politicieni nu au văzut nici un motiv să sprijine și să apere biroul Imperial ca o forță unificatoare benefică pentru națiune.
Republicanismul era un crez elitist care nu s-a dezvoltat în Brazilia, având puțin sprijin în provincii. Dar o amenințare gravă la adresa monarhiei a fost o combinație de idei republicane, cu difuzarea pozitivismului printre rândurile ofițerilor cu grade medii sau mici care au condus la indisciplina corpului armatei. Ei visau la o republică dictatorială, pe care o credeau superioară monarhiei liberal democratice.

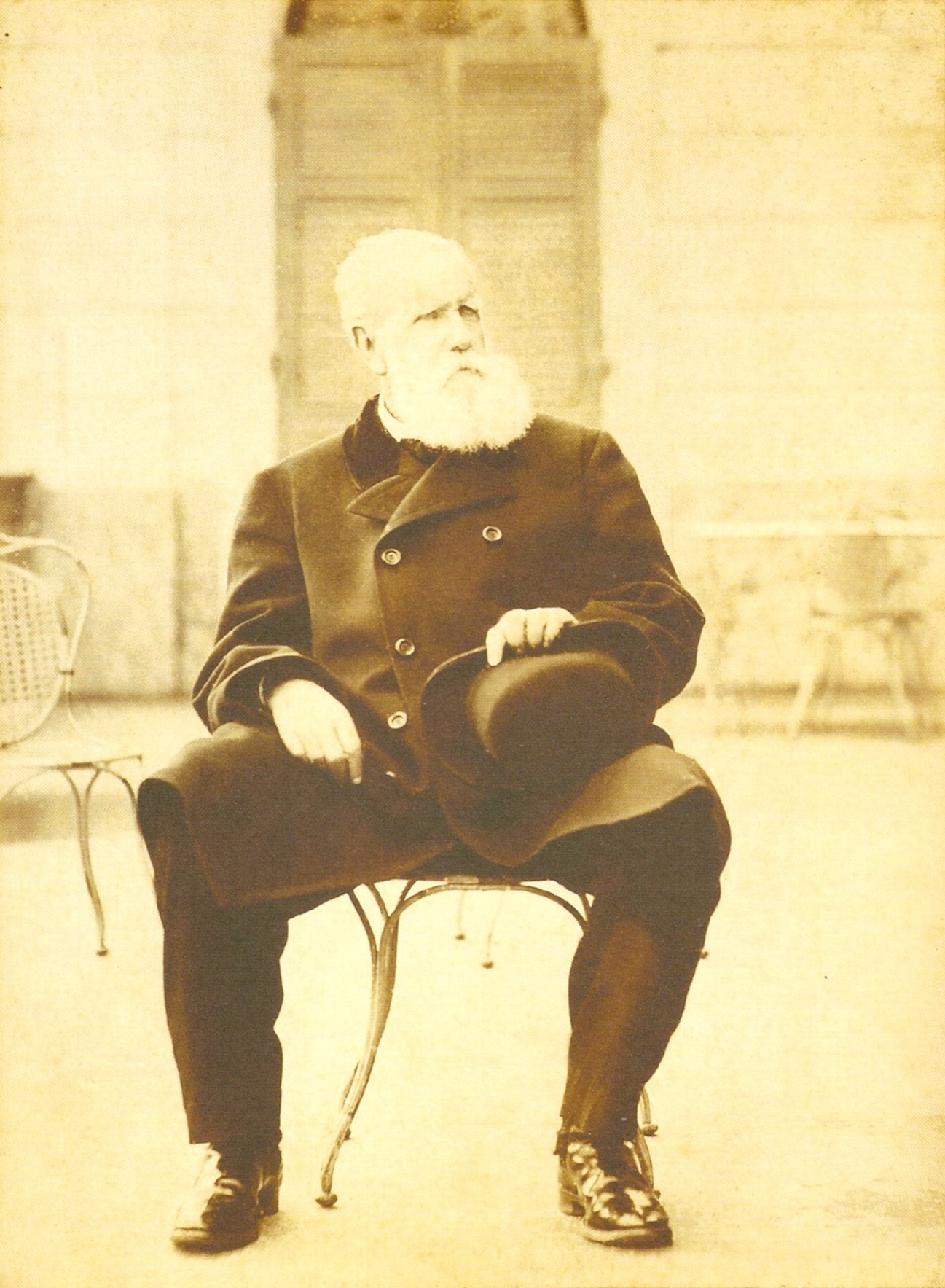
Pedro al II-lea în 1888.

Starea de sănătate a împăratului s-a deteriorat, iar medicul personal i-a sugerat să meargă în Europa, pentru tratament medical. I-a urmat sfatul și a părăsit Brazilia la 30 iunie 1887. În timp ce se recupera după două săptămâni petrecute între viață și moarte, la 22 mai a primit știrea că sclavia s-a abolit în Brazilia (Lei Áurea). Întins în pat, cu o voce slabă și cu lacrimi în ochi a spus: "Mare popor! Mare popor!". S-a întors în Brazilia la 22 august 1888 și a fost primit cu mare entuziasm.
Pozitivismului a lansat o lovitură de stat și a instituit republica la 15 noiembrie 1889. Puținii oameni care au asistat la ceea ce s-a petrecut nu și-au dat seama că a fost o rebeliune. În timpul întregului calvar, Pedro al II-lea nu a arătat nici o emoție, ca și cum ar fi fost indiferent cu privire la rezultat. A respins toate sugestiile pentru contracararea rebeliunii. El și familia sa au fost trimiși în exil, la 17 noiembrie 1889.
Împărăteasa Teresa Cristina a murit la câteva zile după ce au ajuns în Europa, iar Isabel și familia ei s-au mutat în alt loc în timp ce tatăl ei a rămas la Paris. În ultimii doi ani a fost singur și melancolic, a trăit în hoteluri modeste, fără bani și scriind în jurnal despre visul de a i se permite să se întoarcă în Brazilia.
Într-o zi a făcut o plimbare lungă într-o trăsură deschisă de-a lungul Senei, deși era foarte frig. După ce s-a întors la hotel, nu s-a simțit bine; boala a progresat într-o pneumonie, în următoarele zile. Pedro al II-lea a murit la 5 decembrie 1891, înconjurat de familia sa. Ultimele sale cuvinte au fost: "Fie ca Dumnezeu să-mi îndeplinească aceste ultime dorințe, pace și prosperitate pentru Brazilia..." 

Prințesa Isabel a dorit să țină o ceremonie de înmormântare discretă și privată. În cele din urmă, a acceptat cererea guvernului francez pentru funeralii de stat.
La 9 decembrie, la înmormântare, pe lângă familia lui Pedro al II-lea au asistat Amadeo, fostul rege al Spaniei, Francisc al II-lea, fostul rege al celor Două Sicilii, Isabela a II-a, fosta regină a Spaniei, Filip, conte al Parisului și alți membri ai familiilor regale europene; politicieni și diplomați, artiști, oameni de știință. Guvernul republican brazilian, "speriat de vreo reacție la moartea împăratului", a interzis orice reacție oficială.